# Saison 2006 de l'équipe cycliste Bouygues Telecom

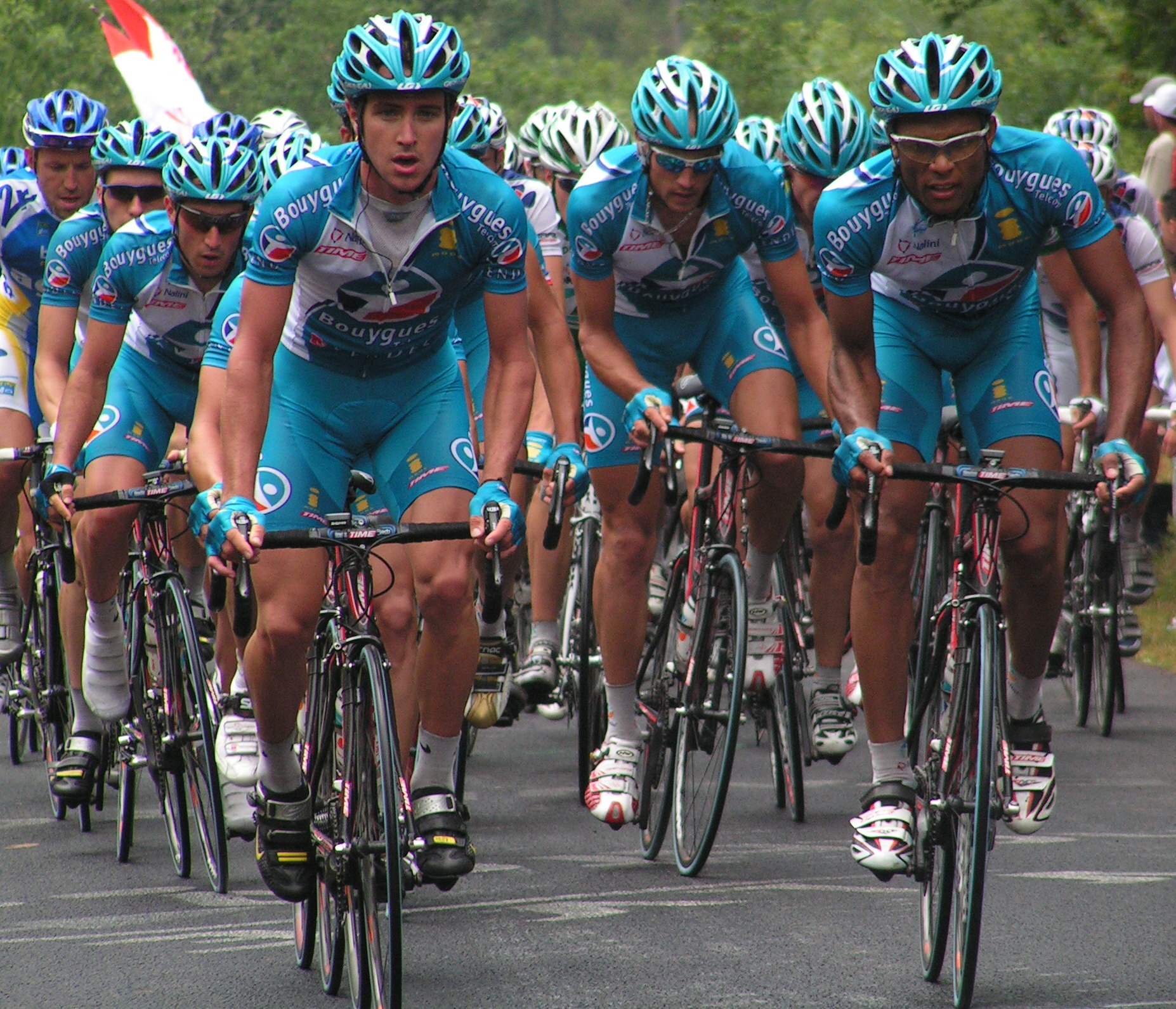
L'équipe Bouygues Telecom aux Championnats de France 2006

L'équipe cycliste Bouygues Telecom participait en 2006 au circuit UCI Pro-Tour.

## Préparation de la saison 2006

### Arrivées et départs
| Arrivées           | Équipe 2004               |
| ------------------ | ------------------------- |
| Stef Clément       | Rabobank Continental      |
| Andy Flickinger    | AG2R Prévoyance           |
| Xavier Florencio   | Relax-Fuenlabrada         |
| Vincent Jérôme     | Vendée U-Pays de la Loire |
| Arnaud Labbe       | Auber 93                  |
| Yoann Le Boulanger | RAGT Semences             |
| Alexandre Pichot   | Vendée U-Pays de la Loire |

| Départs              | Équipe 2005                                 |
| -------------------- | ------------------------------------------- |
| Anthony Charteau     | Crédit agricole                             |
| Frédéric Mainguenaud | Retraite                                    |
| Alexandre Naulleau   | Retraite                                    |
| Mickaël Pichon       | Retraite                                    |
| Unai Yus             | Paredes Rota Dos Moveis (à partir du 01/06) |

## Effectif
| Effectif 2006            | Effectif 2006     | Effectif 2006 | Effectif 2006                    |
| Cycliste                 | Date de naissance | Pays          | Équipe précédente                |
| ------------------------ | ----------------- | ------------- | -------------------------------- |
| Walter Bénéteau          | 28 juillet 1972   | France        | Vendée U (1999)                  |
| Laurent Brochard         | 26 mars 1968      | France        | AG2R Prévoyance (2004)           |
| Franck Bouyer            | 17 mars 1974      | France        | La Française des jeux (1999)     |
| Olivier Bonnaire         | 2 mars 1983       | France        | Vendée U-Pays de la Loire (2004) |
| Giovanni Bernaudeau      | 25 août 1983      | France        | Vendée U-Pays de la Loire (2004) |
| Sébastien Chavanel       | 21 mars 1981      | France        | Vendée U-Pays de la Loire (2002) |
| Mathieu Claude           | 17 mars 1983      | France        | Vendée U-Pays de la Loire (2004) |
| Stef Clement             | 24 septembre 1982 | Pays-Bas      | Rabobank Continental (2005)      |
| Pierre Drancourt         | 10 mai 1982       | France        | Vendée U-Pays de la Loire (2004) |
| Pierrick Fédrigo         | 30 novembre 1978  | France        | Crédit Agricole (2004)           |
| Andy Flickinger          | 4 novembre 1978   | France        | AG2R Prévoyance (2005)           |
| Xavier Florencio         | 26 décembre 1979  | Espagne       | Relax-Fuenlabrada (2005)         |
| Yohann Gène              | 25 juin 1981      | France        | Vendée U-Pays de la Loire (2004) |
| Anthony Geslin           | 9 juin 1980       | France        | Vendée U-Pays de la Loire (2001) |
| Maryan Hary              | 27 mai 1980       | France        | Vendée U-Pays de la Loire (2002) |
| Vincent Jérôme           | 26 novembre 1984  | France        | Vendée U-Pays de la Loire (2005) |
| Christophe Kern          | 18 janvier 1981   | France        | Vendée U-Pays de la Loire (2002) |
| Jérôme Pineau            | 2 janvier 1980    | France        | Vendée U-Pays de la Loire (2001) |
| Alexandre Pichot         | 6 janvier 1983    | France        | Vendée U-Pays de la Loire (2005) |
| Rony Martias             | 4 août 1980       | France        | Vendée U-Pays de la Loire (2003) |
| Laurent Lefèvre          | 2 juillet 1976    | France        | Jean Delatour (2003)             |
| Yoann Le Boulanger       | 4 novembre 1975   | France        | RAGT Semences (2005)             |
| Arnaud Labbe             | 3 novembre 1976   | France        | Auber 93 (2005)                  |
| Anthony Ravard           | 28 septembre 1983 | France        | Vendée U-Pays de la Loire (2004) |
| Didier Rous              | 18 septembre 1970 | France        | Festina-Lotus (1999)             |
| Franck Renier            | 11 avril 1974     | France        | Vendée U (1999)                  |
| Matthieu Sprick          | 29 septembre 1981 | France        | Vendée U-Pays de la Loire (2003) |
| Thomas Voeckler          | 22 juin 1979      | France        | Vendée U-Pays de la Loire (2000) |
|                          |                   |               |                                  |
| Source : ProCyclingStats |                   |               |                                  |

## Victoires
| Victoires | Victoires                                        | Victoires | Victoires | Victoires          | Victoires |
| Date      | Course                                           | Pays      | Classe    | Vainqueur          |           |
| --------- | ------------------------------------------------ | --------- | --------- | ------------------ | --------- |
| 11 fév.   | 3e étape du Grand Prix International Costa Azul  | Portugal  | 2.1       | Sébastien Chavanel |           |
| 7 avr.    | 5e étape du Tour du Pays basque                  | Espagne   | 2.PT      | Thomas Voeckler    |           |
| 18 avr.   | Paris-Camembert                                  | France    | 1.1       | Anthony Geslin     |           |
| 30 avr.   | Trophée des grimpeurs                            | France    | 1.1       | Didier Rous        |           |
| 6 mai     | 4e étape des Quatre Jours de Dunkerque           | France    | 2.HC      | Pierrick Fédrigo   |           |
| 12 mai    | 1re étape du Tour de Picardie                    | France    | 2.1       | Rony Martias       |           |
| 15 juin   | 1re étape, Route du Sud                          | France    | 2.1       | Thomas Voeckler    |           |
| 18 juin   | Classement général, Route du Sud                 | France    | 2.1       | Thomas Voeckler    |           |
| 20 juin   | Championnat des Pays-Bas du contre-la-montre     | Pays-Bas  | CN        | Stef Clement       |           |
| 2 juill.  | Tour du Doubs                                    | France    | 1.1       | Yoann Le Boulanger |           |
| 16 juill. | 14e étape du Tour de France                      | France    | 2.PT      | Pierrick Fédrigo   |           |
| 2 août    | 1re étape, Paris-Corrèze                         | France    | 2.1       | Didier Rous        |           |
| 3 août    | Classement général, Paris-Corrèze                | France    | 2.1       | Didier Rous        |           |
| 12 août   | Classique de Saint-Sébastien                     | Espagne   | 1.PT      | Xavier Florencio   |           |
| 15 août   | 1re étape du Tour du Limousin-Nouvelle-Aquitaine | France    | 2.1       | Pierrick Fédrigo   |           |
| 8 sept.   | 9e étape du Tour de l'Avenir                     | France    | 2.1       | Stef Clement       |           |
| 5 oct.    | Paris–Bourges                                    | France    | 1.1       | Thomas Voeckler    |           |

## Classements UCI Pro Tour

### Individuel
| Rang | Coureur            | Points |
| ---- | ------------------ | ------ |
| 58   | Xavier Florencio   | 42     |
| 102  | Pierrick Fédrigo   | 17     |
| 157  | Thomas Voeckler    | 5      |
| 205  | Jérôme Pineau      | 1      |
| 209  | Sébastien Chavanel | 1      |

### Équipe
L'équipe Bouygues Telecom a terminé à la 19e place avec 184 points

## Classements Coupe de France

### Individuel
| Rang | Coureur             | Points |
| ---- | ------------------- | ------ |
| 5    | Anthony Geslin      | 75     |
| 11   | Thomas Voeckler     | 53     |
| 16   | Didier Rous         | 50     |
| 27   | Jérôme Pineau       | 30     |
| 39   | Walter Bénéteau     | 20     |
| 44   | Rony Martias        | 17     |
| 52   | Alexandre Pichot    | 14     |
| 53   | Laurent Lefèvre     | 13     |
| 63   | Anthony Ravard      | 10     |
| 66   | Pierrick Fédrigo    | 6      |
| 67   | Arnaud Labbe        | 6      |
| 74   | Giovanni Bernaudeau | 3      |

### Équipe
L'équipe Bouygues Telecom a terminé à la 1re place avec 108 points.